# 1948 Kampala
Az 1948 Kampala (ideiglenes jelöléssel 1935 GL) a Naprendszer kisbolygóövében található aszteroida. Cyril Jackson fedezte fel 1935. április 3-án.